# Lipoveni, Cimișlia
Lipoveni este satul de reședință al comunei cu același nume  din raionul Cimișlia, Republica Moldova.

## Geografie
Astăzi comuna Lipoveni are peste 2000 ha de pământ, atestate pe el a trei sate —Schinosica, Munteni și Lipoveni. Spre nord se află pădurea pe distanța dintre Lipoveni și Molești. De asemenea sunt urmele vechiului șleah ce lega Chilia cu Liovul apoi cu Polonia. Șleahul de 20 m lățime a rămas împădurit cu arbuști.

## Istorie
Așezarea a apărut în antichitate. În necropola de la marginea satului au fost găsite obiecte de natura dacică, cât și din cultura Cucuteni Ulmidava e un pseudonim al posibilei existențe a unei cetăți dacice pe teritoriul satului. Pe teritoriul satului pe timpul lui Ștefan cel Mare au existat două sate – unul dintre care se numea Ulmi. În "dicționar enciclopedic a Basarabiei" de Z.Arbore se spune că Ivansca sau Ivanovca este un sat de ruteni veniți și așezați aici pe la 1859 pe pământurile statului. De fapt rascolnicii care fugeau de reforma lui Nicon spre marginile Imperiului Rus, cumpărau pământuri. Ei, răscolnicii, se numeau lipoveni după credință. Azi li se zice creștini de rit vechi. Ziarul „Telegraf” din Iași nr. 3322 de la 9 iunie 1883 pagina 3 scrie: "Numai in Ivanosca-Ivanovca-un satulet mic din volostea Gura-Galbenei..." Anuarul Statistic Basarabean/se păstrează într-un singur exemplar la Arhiva naționala a Moldovei, pagina 88 Gubernia Basarabia-III, județul Bender sectorul 3/ spune: „... Pe partea stângă a tractului Kisinau-Comrat într-o văgăună fără nume Sub pădurea Kosmea se afla colonia Ivanovca cu 47 case 73 bărbați și 67 femei.” În muzeul Liceului vi se propune spre examinare o hartă pe care titlul e Harta satului Lipoveni, iar jos se fac explicațiile de rigoare, în care în loc de lipoveni persistă numai glotonimul Ivanovca. Localnicii foarte greu rosteau cuvântul Ivanovca, mai ușor foloseau expresia "la lipoveni". Astfel glotonimul Lipoveni s-a încetățenit. Către 1900 datorită alunecărilor de teren, satul se mișcă mai la sud-est, dar o parte din locuitori migrează spre vest la 6 km de lipoveni, formând un nou sat — Ivanovca Noua.

## Demografie
Astăzi pe marginea satului Lipoveni, pe locul central al fostei așezări Ivanovca Veche a mai rămas o casă a locuitorilor rascolnici. În ea trăiește feciorul unui lipovean cu familia Lotca-Feodor Sim. În toamna anului 1944 el împreună cu încă 123 de oameni din comuna Lipoveni au plecat pe front. S-au întors numai 67.

### Structura etnică
Structura etnică a satului Lipoveni conform recensământului populației din 2004:
| Grup etnic                                               | Populație | % Procentaj  |
| -------------------------------------------------------- | --------- | ------------ |
| Băștinași declarați Moldoveni Băștinași declarați Români | 1422 5    | 98,75% 0,35% |
| Ucraineni                                                | 7         | 0,49%        |
| Polonezi                                                 | 2         | 0,14%        |
| Ruși                                                     | 1         | 0,07%        |
| Bulgari                                                  | 1         | 0,07%        |
| Evrei                                                    | 1         | 0,07%        |
| Alții                                                    | 1         | 0,07%        |
| Total                                                    | 1440      |              |

## Econome și infrastructură
Gospodăria principală —"agrodiandr", casa de cultura, liceu cu inclinație sportivă cu 276 elevi, grădiniță, 4 magazine etc. Necropola din vecinătatea casei lui a fost devastată în mod invazional din cauza explorărilor de nisip pentru construcție. Satele comunei Lipoveni sunt complet gazificate, cu apeducte și alte cerințe comunale. Se plănuiește construcția  canalizării ecologice, construcția unei zone de odihnă în pădurea Cosmea care-i la 20 de metri de sat. Muzeul Ulmidava /Vatra strămoșească/ bogat în materiale muzeistice a ocupat premiul 1 pe raionul Cimișlia fiind cel mai bogat muzeu. Liceiștii plasați în direcție sportivă, participă la întreceri republicane și internaționale.

## Biliografie
- Z. Arbore "Basarabia in secolul XIX",1904,Iasi.
- Z. Arbore "Dicționar geografic al basarabiei",1904 .
- Basarab  "Scrisori din Basarabia",1880,1890 vol I,editia Bucuresti.
- Arhiva de Stat a Rep. Moldova:
- Besarabscaia Oblasti,1861.
- Dictionar al Basarabiei 1923
- "Colonistii",D. 854,F-5